# 高要站
高要站位于广东省肇庆市高要区南岸镇，是广茂铁路线上的一座四等站，于1991年投入使用。离广州站118公里，距茂名站231公里，隶属广州铁路集团三茂铁路股份有限公司管辖。现客运不办理旅客乘降及行李、包裹托运；货运可办理整车货物到发，不办理危险货物到发。